# Altos del Golán
Los Altos del Golán (en hebreo: רמת הגולן‎, romanizado: Ramat Ha-Golán; en árabe: هضبة الجولان‎, romanizado: Haḍbat al-Ŷulān) son una meseta ubicada en la frontera entre Israel, Líbano, Jordania y Siria. Abarca un área aproximada de 1800 km², de los cuales cerca de 1200 km² están bajo ocupación militar de Israel, unos 235 km² están controlados por la UNDOF y el resto permanece bajo soberanía siria.
Israel invadió y ocupó este territorio a Siria durante la guerra de los Seis Días (1967) y la guerra de Yom Kipur (1973). La Organización de las Naciones Unidas, a través de la Resolución 242 de su Consejo de Seguridad, adoptada por unanimidad, lo considera «territorio ocupado». Israel, en cambio, lo considera «territorio en disputa». Desde entonces, es parte del conflicto árabe-israelí y crucial en las negociaciones de paz entre Israel y Siria. Aunque formalmente no han sido anexados, sí han sido integrados en el sistema administrativo israelí desde 1981. Para Siria, los Altos del Golán pertenecen a la unidad administrativa de Quneitra. En diciembre de 2024, después de la caída del régimen de Ásad, Israel invadió la zona tampón de los Altos del Golán, argumentado preocupaciones de que pudiera caer en manos de extremistas después de que se disolviera el Ejército Árabe Sirio.
Una pequeña parte de los Altos del Golán, las Granjas de Shebaa, es reclamada por el Líbano; mientras Siria acepta esta reclamación, Israel y la ONU la rechazan.
El nombre Golán es polisémico y designa tanto a una región geográfica e histórica como a los territorios que Israel ocupa actualmente.

## Estatus actual

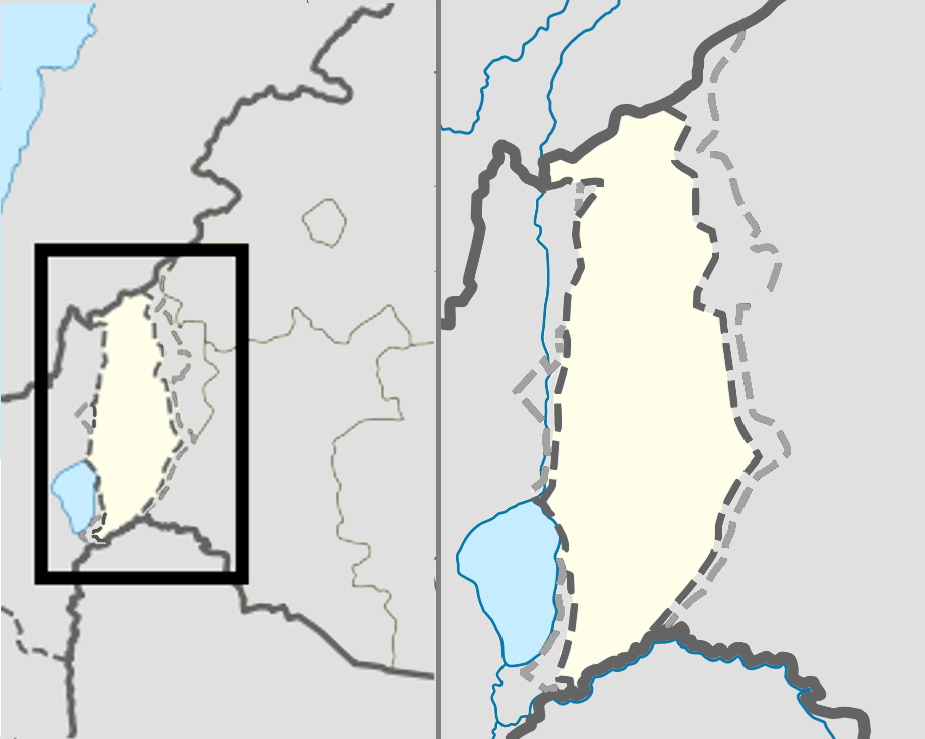
Localización de los Altos del Golán; en color más claro, el área anexada por Israel.

Israel invadió estos territorios durante la guerra de los Seis Días (1967), manteniéndolos durante la guerra de Yom Kipur (1973). En 1981, Israel los incorporó a su territorio (Distrito Norte), aplicándoles su sistema legal, administrativo y jurisdiccional y ofreciendo a sus habitantes la ciudadanía israelí; mediante una ley aprobada por su Parlamento que elude emplear el término anexión. La resolución 497 del Consejo de Seguridad de la ONU, aprobada por unanimidad, declaró en diciembre de 1981 que la decisión israelí era «nula y sin valor». Esta resolución se ha dictado en virtud del Capítulo VI de la Carta de las Naciones Unidas, siendo el Capítulo VII el único que permite la adopción de resoluciones vinculantes, en interpretación literal de la Carta. La Corte Internacional de Justicia, en una opinión consultiva vinculante acerca de Namibia (21 de junio de 1971), interpretó que, con base en los artículos 24.2 y 25 de la Carta, el Consejo de Seguridad tiene poderes generales, por lo que este puede adoptar decisiones obligatorias al margen del Capítulo VII. La Agencia Judía para Israel, organismo gubernamental, respondió que «aunque considerado una anexión, no lo es: los Altos del Golán no están declarados territorio israelí». Israel los ha considerado siempre un emplazamiento estratégico esencial para mantener su seguridad y su aprovisionamiento hídrico y la base negociadora de un futuro acuerdo de paz con Siria. En 2019, Donald Trump fue el primer líder extranjero - y hasta hoy, el único - que reconoció la soberanía israelí sobre los Altos del Golán.
El 28 de noviembre de 2024, la Asamblea General de la ONU adoptó una resolución que pide la retirada de Israel del territorio ocupado de los Altos del Golán, reiterando que su jurisdicción sobre el mismo es «nula» y exhortando a las autoridades israelíes a revocarla. La resolución fue aprobada con 91 votos a favor frente a ocho en contra --Australia, Canadá, Israel, las islas Marshall, Estados Federados de Micronesia, isla de Palaos, Reino Unido y Estados Unidos-- y 62 abstenciones. En la resolución la Asamblea ha pedido «una vez más» a las autoridades israelíes «que se retiren del Golán sirio ocupado hasta la línea del 4 de junio de 1967, en cumplimiento con las resoluciones pertinentes del Consejo de Seguridad» y ha manifestado que la «anexión de facto constituye un obstáculo para el logro de un paz justa, general y duradera en la región».
El 8 de diciembre de ese mismo año, tras la caída del régimen de Bashar al-Ásad y la retirada de las tropas sirias, Israel ocupó sin resistencia la parte siria de la zona de contención, incluyendo la cima del Monte Hermón, además de varias bases militares en territorio sirio más allá de la zona desmilitarizada.

## Población
De acuerdo a la Oficina Central de Estadísticas de Israel, a fines de septiembre de 2007, la población del subdistrito Altos del Golán, perteneciente al Distrito Norte de Israel, era de aproximadamente 40 400 habitantes, de los cuales 21 400 son árabes sirios (19 300 de religión drusa y 2100 musulmanes), aunque pueden optar a la ciudadanía israelí, y 19 000 son judíos israelíes, que viven en más de 30 asentamientos. De 80 000 a 90 000 ciudadanos sirios huyeron o fueron expulsados durante la Guerra de los Seis Días. Los asentamientos israelíes, incluidos los moshav y kibutz, forman parte del Concejo Regional del Golán y los colonos residentes tienen ciudadanía israelí. Un 20.6% de la población drusa tiene ciudadanía israelí.
| Nombre          | Hebreo      | Población (2019) | Fundado    |
| --------------- | ----------- | ---------------- | ---------- |
| Katzrin         | קַצְרִין       | 7.297            | 1977       |
| Afik            | אֲפִיק        | 345              | 1972       |
| Ein Zivan       | עֵין זִיוָן    | 370              | 1968       |
| El Rom          | אֶל רוֹם      | 398              | 1971       |
| Geshur          | גְּשׁוּר        | 280              | 1971       |
| Kfar Haruv      | כְּפַר חָרוּב    | 434              | 1974       |
| Merom Golan     | מְרוֹם גּוֹלָן   | 743              | 1967       |
| Metzar          | מֵיצָר        | 299              | 1981       |
| Mevo Hama       | מְבוֹא חַמָּה    | 459              | 1968       |
| Natur           | נָטוּר        | 713              | 1980       |
| Ortal           | אוֹרְטַל       | 343              | 1978       |
| Alonei HaBashan | אַלּוֹנֵי הַבָּשָׁן  | 457              | 1981       |
| Ani'am          | אֲנִיעָם       | 533              | 1978       |
| Avnei Eitan     | אַבְנֵ"י אֵיתָ"ן | 725              | 1973       |
| Bnei Yehuda     | בְּנֵי יְהוּדָה   | 1.085            | 1972       |
| Eliad           | אֵלִי עַד      | 433              | 1968       |
| Givat Yoav      | גִּבְעַת יוֹאָב   | 707              | 1968       |
| Haspin          | חַסְפִּין       | 2.055            | 1978       |
| Kanaf           | כָּנָף         | 461              | 1985       |
| Keshet          | קֶשֶׁת         | 799              | 1974       |
| Kidmat Tzvi     | קִדְמַת צְבִי    | 499              | 1981       |
| Ma'ale Gamla    | מַעֲלֵה גַּמְלָא   | 557              | 1975       |
| Neot Golan      | נְאוֹת גּוֹלָן   | 632              | 1968       |
| Neve Ativ       | נְוֵה אַטִי"ב   | 110              | 1972       |
| Nov             | נוֹב         | 965              | 1974       |
| Odem            | אֹדֶם         | 155              | 1975       |
| Ramat Magshimim | רָמַת מַגְשִׁימִים | 705              | 1968       |
| Ramot           | רָמוֹת        | 552              | 1969       |
| Sha'al          | שַׁעַל         | 276              | 1980       |
| Yonatan         | יוֹנָתָן       | 745              | 1975       |
| Kela Alon       | קלע אלון    | 319              | 1981, 1991 |
| Had Ness        | חַד נֵס       | 810              | 1989       |

## Geografía

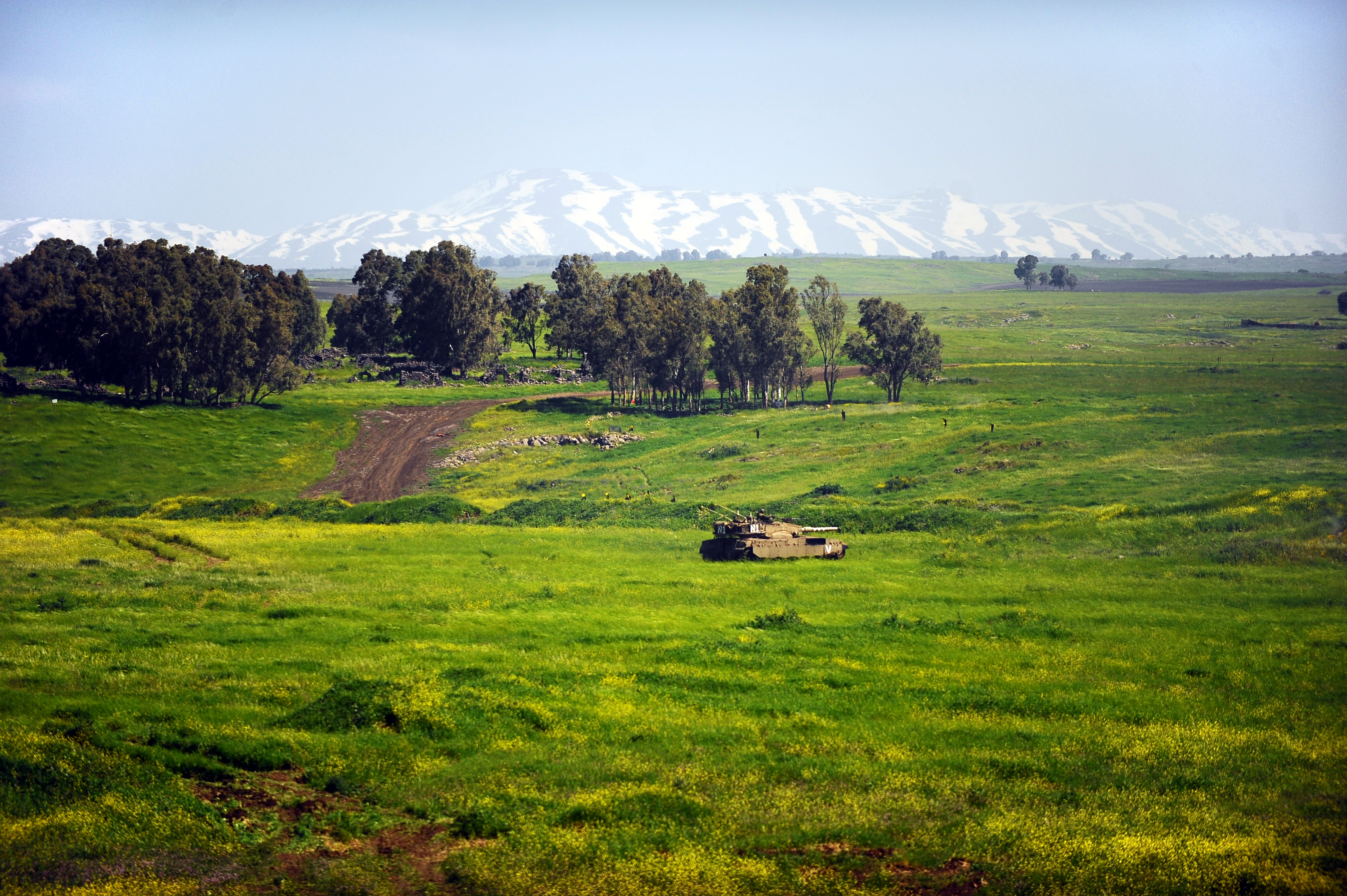
Tanque israelí en los Altos de Golán y, en segundo plano, el monte Hermón.

Geográficamente es una región que domina la llanura inferior que rodea el mar de Galilea o lago Tiberíades. Este lugar posee un emplazamiento estratégico debido a que su posición elevada permite divisar Damasco y dominar militarmente la Alta Galilea. Las acciones militares sirias contra la población civil, sobre todo de productores rurales, de Israel desde ese punto estratégico provocó en 1967 la decisión israelí de conquistar tanto los Altos del Golán como una zona de seguridad más allá de los mismos, para evitar que Siria retomara el control sobre el territorio, desde el cual estuvo atacando con artillería todo el norte de Israel.

## Recursos naturales

### Agua
Es en la cuestión del agua donde reside el gran valor de esta región. Allí encuentran su fuente parte de los afluentes del Jordán y de allí proviene entre el 15 % y el 33 % del abastecimiento de agua de Israel. La región cuenta con más de 200 manantiales y numerosos arroyos, muchos de ellos derivados por Israel a depósitos para uso de los colonos. Desde 1984, más de ocho pozos profundos bombean agua de los acuíferos y han extraído más de 12 000 millones de litros de agua para abastecimiento de los colonos.
El suelo de la meseta es muy fértil y un tercio de la producción vinícola israelí proviene de los Altos del Golán.

### Petróleo
Las prospecciones petroliferas llevadas a cabo en tres pozos en la parte sur de los Altos del Golán desde 2014 han descubierto importantes yacimientos de petróleo que proporcionarían años de autonomía a Israel. El geólogo jefe de la empresa Afek Oil and Gas estimó en 2015 que se trataba de un yacimiento de 350 metros de grosor cuando el grosor medio de los yacimientos suele ser de 20-30 metros. Quedan por determinar las dificultades de extracción y los costes de producción.

## Lugares de interés

### Katzrin

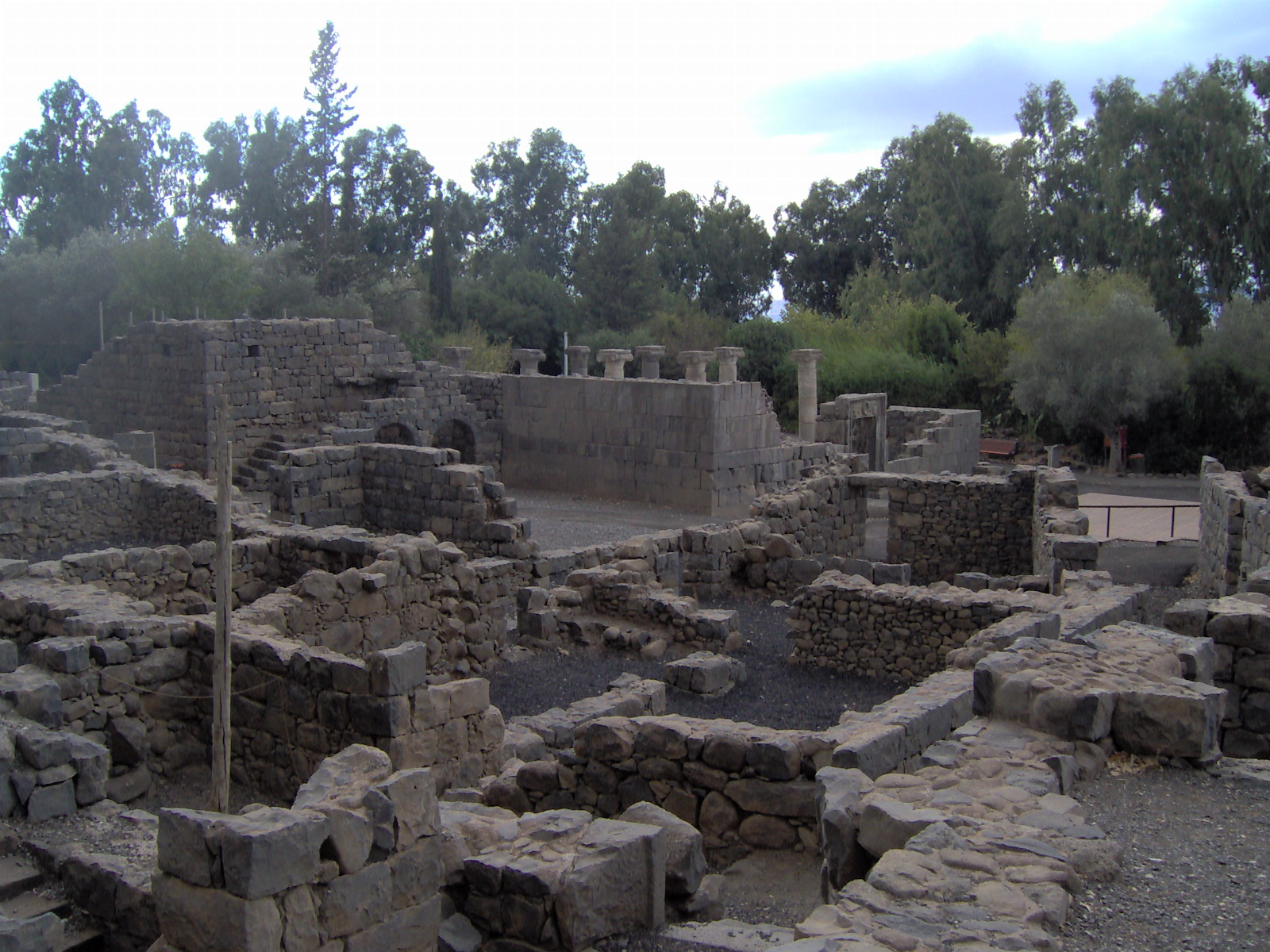
Ruinas de la antigua aldea de Katzrin.

Katzrin es considerada la "Capital de los Altos del Golán", y como tal acoge a un gran número de atracciones. La antigua aldea talmudica Kisrin está totalmente excavada y se pueden recorrer las diferentes casas de la aldea, así como los restos de una gran sinagoga. También se puede realizar una experiencia interactiva a través de una película acerca del talmud dentro del recinto. El Museo de Antigüedades del Golán alberga hallazgos arqueológicos descubiertos en las Alturas del Golán que datan de tiempos prehistóricos. Una especial atención se refiere a Gamla y excavaciones de sinagogas e iglesias bizantinas. A lo largo de los Altos del Golán se han encontrado veintinueve sinagogas antiguas que se remontan a los períodos Romano y Bizantino. En Katzrin se encuentra Golan Heights Winery, una de las principales bodegas de vino de Israel y de la planta de agua mineral Mey Eden, que procesa su agua de la naciente de Salukiya en el Golán. Uno puede realizar paseos turísticos a estas fábricas, así como a las fábricas de productos derivados del petróleo y productos derivados de frutas. También dispone de dos grandes centros comerciales al aire libre. En uno de ellos, el Kesem Hagolan o el "Magic Golán", se puede ver una película en tres dimensiones donde es posible experimentar el paisaje, la gente, los lugares y la historia de los Altos del Golán.

### Reserva Natural Gamla
La Reserva Natural Gamla es un parque abierto que contiene los restos arqueológicos de la antigua ciudad de Gamla - incluida la torre, la muralla y la sinagoga. En la reserva hay una cascada, una antigua iglesia bizantina, y una panorámica vista desde donde se puede observar in situ los casi 100 buitres que habitan en los acantilados. Los científicos israelíes realizan allí estudios sobre los buitres y los visitantes de la reserva natural pueden ver sus vuelos y nidos.

### Gilgal Refaim
Monumento de piedra en forma circular, similar a la del famoso Stonehenge. Este monumento puede ser mejor visto desde el aire debido a su gran tamaño. Un modelo en 3D del sitio existe en el Museo de Antigüedades del Golán en Katzrin.

### Kshatot Rehavam
Kshatot Rehavam es un sitio arqueológico bizantino. Incluye una gran sinagoga y dos arcos al lado de una fuente de agua. El nombre anterior, Um el Kanatir, fue renombrado por el actual, Kshatot Rehavam (arcos de Rehavam), en memoria al ministro asesinado Rehavam Ze'evi.